# Алабуга (князь)
Алабуга (тат. алабуга — «окунь»; дата и место рожд. и смерти неизвестны) — мордовский инязор (князь).
Во 2-й половине 1360-х годов с помощью нижегородского князя изгнал татар со своей территории, и вместо вытесненных из бассейна Пьяны татарских мурз здесь стали утверждаться русские феодалы. По мнению П. И. Мельникова, летом 1377 года проводники Алабуги навели через густые леса на московско-нижегородскую рать войско ордынского царевича Араб-шаха.